# Lee Sun-young

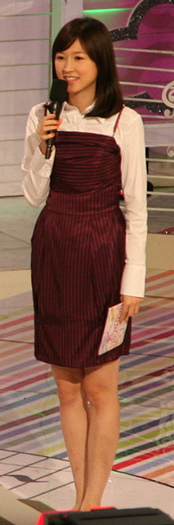
Lee Sun-young

Lee Sun-young (* 20. April 1984) ist eine südkoreanische Marathonläuferin.
Mit einem sechsten Platz beim Seoul International Marathon 2008 in 2:32:17 h qualifizierte sie sich für die Olympischen Spiele in Peking, wo sie im Marathon auf Platz 56 kam. Den JoongAng Seoul Marathon desselben Jahres gewann sie in 2:29:58.
Als Zweite beim Seoul International Marathon 2009 verbesserte sie diese Marke auf 2:27:48. Im Herbst reichte ihr eine Zeit von 2:34:22 für einen erneuten Sieg beim JoongAng Seoul Marathon.